# Jānis Pēda
Jānis Pēda (Riga, 18 maggio 1985) è un pallavolista e giocatore di beach volley lettone.
Gioca nel ruolo di schiacciatore nella Pallavolo Impavida Ortona.

## Biografia

### Carriera nel beach volley
Ha debuttato nel circuito professionistico internazionale il 7 giugno 2006 a Fuzhou, in Cina, in coppia con Mārtiņš Pļaviņš piazzandosi in 33ª posizione.
Ha preso parte ad una edizione dei campionati mondiali, a Stare Jabłonki 2013, occasione in cui si è classificato al diciassettesimo posto con Mārtiņš Pļaviņš.

## Palmarès

### Pallavolo

#### Con i club
- 2009-2010: Campionato italiano (Bre Banca Lannutti Cuneo)
- 2009-2010: Coppa Cev (Bre Banca Lannutti Cuneo)
- 2010 : Supercoppa italiana (Bre Banca Lannutti Cuneo)
- 2010-2011: Coppa Italia (Bre Banca Lannutti Cuneo)
- Campionato austriaco: 3

2013-14
- Coppa d'Austria: 1

2013-14